# Liste der Mitglieder der Deutschen Akademie der Naturforscher Leopoldina/1928
Die Liste der Mitglieder der Deutschen Akademie der Naturforscher Leopoldina für 1928 listet alle Personen, die im Jahr 1928 zum Mitglied berufen wurden. Insgesamt gab es 19 neu gewählte Mitglieder.

## Neu gewählte Mitglieder
| Nr. 1 | Name                                | Beiname 1 | Geboren       | Aufnahme 1 | Gestorben     | Sektion                                      | Bild                              | Datenbank                |
| ----- | ----------------------------------- | --------- | ------------- | ---------- | ------------- | -------------------------------------------- | --------------------------------- | ------------------------ |
|       | Alexei Nikolajewitsch Bach          |           | 17. März 1857 |            | 13. Mai 1946  | Biochemie und Biophysik                      | Alexei Nikolajewitsch Bach        | Aleksej N. Bach          |
|       | Wilhelm Brünings                    |           | 31. Jan. 1876 |            | 3. Okt. 1958  | Oto-Rhino-Laryngologie                       |                                   | Wilhelm Brünings         |
|       | Fritz Goebel                        |           | 3. Juni 1888  |            | 1. Sep. 1950  | Pädiatrie                                    |                                   | Fritz Goebel             |
|       | Emil Gotschlich                     |           | 28. März 1870 |            | 19. Dez. 1949 | Mikrobiologie und Immunologie                |                                   | Emil Gotschlich          |
|       | Markus Guggenheim                   |           | 24. Feb. 1885 |            | 3. Nov. 1970  | Biochemie und Biophysik                      |                                   | Markus Guggenheim        |
|       | Wladimir Sergejewitsch Gulewitsch   |           | 6. Nov. 1867  |            | 6. Sep. 1933  | Biochemie und Biophysik                      | Wladimir Sergejewitsch Gulewitsch | Vladimir S. Gulevic      |
|       | Thore Gustaf Halle                  |           | 25. Sep. 1884 |            | 12. Mai 1964  | Mineralogie, Kristallographie und Petrologie |                                   | Thore Halle              |
|       | Willem Hendrik Keesom               |           | 21. Juni 1876 |            | 24. März 1956 | Physik                                       | Willem Hendrik Keesom             | Willem Hendrik Keesom    |
|       | Heinrich Kionka                     |           | 1868          |            | 1941          | Pharmakologie                                |                                   | Heinrich Kionka          |
|       | Kubo Inokichi                       |           | 26. Dez. 1874 |            | 12. Nov. 1939 | Oto-Rhino-Laryngologie                       | Kubo Inokichi                     | Inokichi Kubo            |
|       | Ernst Laqueur                       |           | 7. Aug. 1880  |            | 19. Aug. 1947 | Pharmakologie                                | Ernst Laqueur                     | Ernst Laqueur            |
|       | Wilhelm Hermann Miessner            |           | 1870          |            | 1949          | Veterinärmedizin                             |                                   | Wilhelm Hermann Miessner |
|       | Ludwig Nürnberger                   |           | 17. Juli 1884 |            | 3. Apr. 1959  | Geburtshilfe und Gynäkologie                 |                                   | Ludwig Nürnberger        |
|       | Otto Porsch                         |           | 1875          |            | 1959          | Landbauwissenschaften                        |                                   | Otto Porsch              |
|       | Michail Nikolajewitsch Schaternikow |           | 21. Okt. 1870 |            | 1. Sep. 1939  | Physiologie                                  |                                   | Michail N. Schaternikov  |
|       | Arno Scheibe                        |           | 1864          |            | 1937          | Oto-Rhino-Laryngologie                       |                                   | Arnold Scheibe           |
|       | Otto Voss                           |           | 8. Okt. 1869  |            | 15. Juli 1959 | Oto-Rhino-Laryngologie                       |                                   | Otto Voss                |
|       | Emmerich Zederbauer                 |           | 1877          |            | 1950          | Landbauwissenschaften                        |                                   | Emmerich Zederbauer      |
|       | Otto Zietzschmann                   |           | 1879          |            | 1957          | Veterinärmedizin                             |                                   | Otto Zietzschmann        |